# له مامل
له مامل (به لاتین: Les Mamelles) یک منطقهٔ مسکونی در سیشل است که در سیشل واقع شده‌است. له مامل ۲٬۷۲۰ نفر جمعیت دارد.